# Lady Gaga Fame
Lady Gaga Fame es un perfume creado por la cantante y compositora estadounidense Lady Gaga. Fue lanzada en las tiendas Macy's de los Estados Unidos y en una serie de diferentes tiendas en el Reino Unido el 22 de agosto de 2012, y mundialmente en septiembre a través de la asociación de la cantante, Haus Laboratories junto con Coty Inc. De acuerdo a los materiales de promoción, el perfume usa «tecnología push-pull», en lugar de una estructura piramidal, para combinar pétalos de belladona, orquídea de tigre, incienso, albaricoque y azafrán.
Desde su lanzamiento, Fame se convirtió rápidamente en un éxito. En su primera semana de lanzamiento, logró ser número uno en ventas en territorios como los Estados Unidos y vendió un total de seis millones de botellas mundialmente, lo que la convirtió en la segunda venta más rápida por un perfume en la historia, detrás del Chanel Nº5. Con esto, superó a las fragancias de otras celebridades como Beyoncé y Madonna. Para las fechas navideñas, se convirtió en el favorito de la temporada. En total, ocupó más del 19% de ventas totales de perfumes. En 2012, fue nombrada la fragancia más vendida durante el año en el Reino Unido. Para febrero de 2013, ya había vendido un total de treinta millones de botellas mundialmente.
La fragancia además, ha recibido distintos premios. El 16 de abril, la Haus of Gaga anunció que recibieron el galardón al mejor perfume femenino en los Swedish Beauty & Cosmetic Awards. También ganó la esencia favorita elegida por las lectoras de la revista Cosmetics en los Canadian Fragance Awards. También fue nominada en la categoría de mejor fragancia nueva por una celebridad en los FiFi Awards del Reino Unido.

## Productos
- Perfume 100 ml/ 3.4 oz
- Perfume 50 ml/ 1.7 oz
- Perfume 30 ml/ 1.0 oz
- Rollerball 10 ml/ 0.34 oz
- Jabón negro 5.0 oz
- Loción corporal negra 200 ml/ 6.7 oz
- Gel de ducha negro 200 ml/ 6.7 oz

## Desarrollo
En julio de 2010, la revista británica Marketing informó que la cantante Lady Gaga había comenzado a trabajar en una "inusual" fragancia con Coty, Inc., que se estrenará alrededor de Navidad del mismo año y debe ir acompañada de una gran campaña publicitaria. "No sé nada de este proyecto", dijo el vicepresidente de Coty Beauty Steve Mormoris en ese momento. "Es un rumor totalmente falso." Meses después, en septiembre, Mormoris anunció que la cantante había llegado a un acuerdo de licencia a largo plazo que permitiría liberar fragancias Coty con su nombre, con el primer perfume que se esperaba que fuera lanzado en la primavera de 2012. " En octubre de 2010, el sitio web TMZ informó de que la marca fue presentada con el nombre de "Monster" en el uso específico de la perfumería. En junio de 2012, Coty anunció en un comunicado de prensa que el perfume se titularía Lady Gaga Fame.

## Olor y embalaje

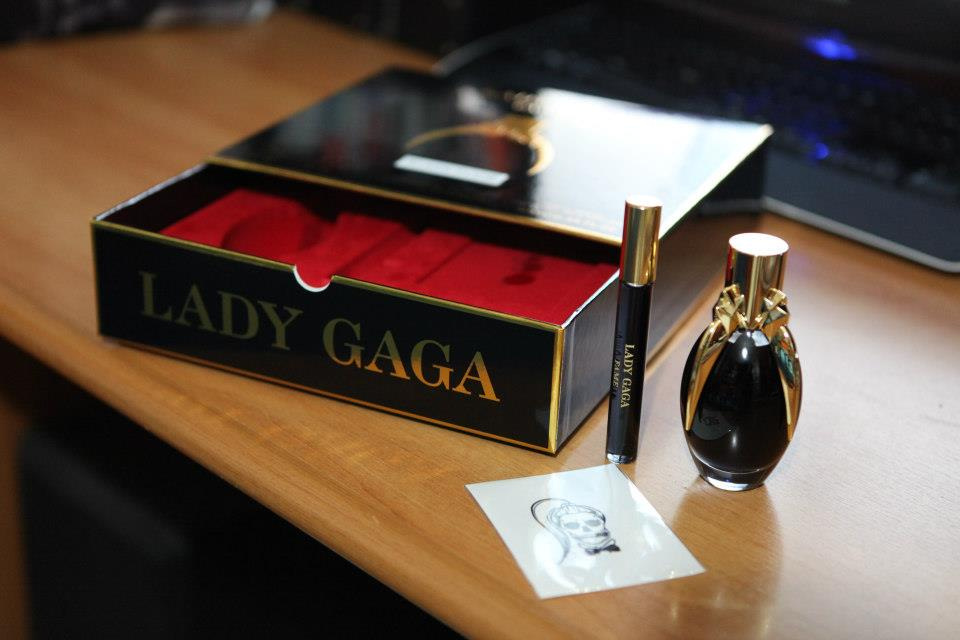
Caja con la fragancia y otros productos.

A principios de 2011, circularon informes en los que se contaba que Gaga quería que el perfume tuviera extractos de sangre y semen. Sin embargo, la cantante indicó que mientras que el perfume se basa en la estructura molecular de las dos sustancias, no tendría el olor de ellos. Explicó, además, en que el elemento de la sangre se basó en una muestra de sangre a sus propias moléculas para crear "una sensación de tenerme en su piel". En vez de sangre y semen, dijo que el perfume olería a "prostituta cara". En el embalaje se indica que el perfume está compuesto de "lágrimas de  Atropa belladona, el corazón aplastado de  Orquídea de Tigre con un velo negro de incienso , albaricoque pulverizado y las esencias combinadas de azafrán y miel". De acuerdo con el envase del producto, en lugar de la estructura piramidal utilizado en la mayoría de los perfumes, Lady Gaga Fame utiliza "tecnología push-pull", donde los ingredientes demuestran los aspectos de cada nota sin precedentes. En lugar de utilizar notas altas, medias, y la base, el perfume se basa en tres acuerdos - "oscuro" (que contiene las notas de belladona), "sensual" (que contiene la miel, azafrán, y las notas de albaricoque), y "claro" (que contiene la Orquídea de Tigre, así como de jazmín) - que se unen para producir un aroma floral y frutal.
Lady Gaga Fame es un perfume que rocía fluido negro y se hace invisible una vez en el aire, y que según el comunicado de prensa de Coty, es el primero en utilizar esta tecnología. El frasco, diseñado por Gaga y fotógrafo Nick Knight, fue descrito por la revista Billboard como "simple y sugerente" y "coronado con una tapa de oro extraterrestre y extraño". Dos versiones del perfume saldrán a la venta: una versión menos costosa incluirá una botella pequeña con una tapa de plástico, mientras que una más cara, la "edición premier", conocida como Le Masterpiece, incluirá una botella más grande con una tapa de metal sólido.

## Lanzamiento y promoción
Lady Gaga Fame fue lanzado mundialmente en septiembre de 2012 a través de la propia Gaga en París, basada en la etiqueta de Haus Laboratories en asociación con Coty. En los Estados Unidos, fue lanzada en las tiendas Macy's el 22 de agosto. La campaña publicitaria fue dirigida y fotografiada por Steven Klein La campaña fue comparada con la de la película Los Viajes de Gulliver. El 18 de julio de 2012, un cortometraje en blanco y negro titulada "Formulation", de Todd Tourso, Reggie Know, Rob English y Kenneth Robin fue publicado. En los dos minutos de cortometraje aparecen atractivos modelos masculinos elaborando diversos productos químicos en un laboratorio y hirvien para crear la fragancia. En este tráiler, Gaga no aparece. Gaga apareció en la portada de septiembre de 2012 de la revista Vogue para promocionar su perfume.
El 14 de agosto de 2012, Gaga lanzó un tráiler de 30 segundos del comercial de la fragancia, utilizando su tema "Scheiße" cómo música de fondo. El 23 de agosto de 2012, un día después del lanzamiento oficial de la fragancia en Macy's, Lady Gaga lanzó un segundo seguimiento del comercial. Sigue la misma línea de la historia cuenta con Gaga haciendo arañazos sobre lodo negro en la cara de un modelo, representando así el fluido negro. Al final del anuncio, la Lady Gaga "con pose Gulliver" se transforma en una estatua de oro, similar a la tapa de Le Masterpiece.
Más tarde, el mismo día, un tercer anuncio se estrenó en televisión. Cuenta con Gaga desfilando entre dos conjuntos de modelos masculinos. Por un lado hay hombres desnudos parcialmente vestidos de látex y, por el otro lado, están las gigantes figuras masculinas vestidas frontalmente en medio vestido y desnudos a un lado y, al parecer, en la parte posterior. Sus rostros están disfrazados por un escudo de plástico. Las dos estatuas "Gulliver" de Gaga también se pueden ver, en una de las cuales pequeños hombres semidesnudos la escalan. 
El video comercial completo debutó el 13 de septiembre de 2012 en el  Museo Guggenheim en Nueva York, y fue publicado en línea el mismo día en Littlemonsters.com. Fue dirigido por el fotógrafo Steven Klein, quien anteriormente dirigió su video musical "Alejandro".